# 陸奥亮子

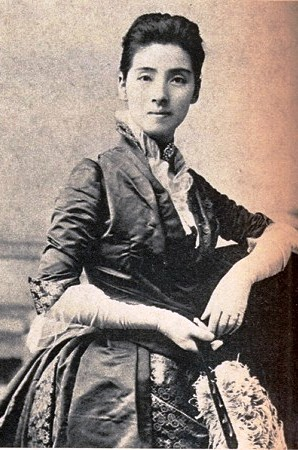
陸奥亮子

陸奥 亮子（むつ りょうこ、安政3年（1856年）11月 - 明治33年（1900年）8月15日）は、明治時代の政治家で外交官でもあった伯爵・陸奥宗光の妻。日本赤十字社正社員。その美貌
と聡明さによって「ワシントン社交界の華」と呼ばれた。

## 来歴
旗本・金田蔀の妾が生んだ長女として江戸に生まれる。明治の初め、東京新橋にある柏屋の芸者となり、小鈴（小兼）の名で通る。板垣退助に愛された小清とならんで「新橋の双美人」と呼ばれ、新橋で一、二を争う美貌の名妓だったという。花柳界に身を置きながら、男嫌いという評判もあり、身持ちも堅かったといわれるが、結局は明治5年（1872年）2月、陸奥宗光の先妻蓮子が亡くなり、同年5月に17歳で客である宗光の後妻となった。
先妻の遺した子は、長男・広吉（1869年 - 1942年）と次男・潤吉（1870年 - 1905年）の2人だった。結婚の翌年、宗光との間に長女・清子（さやこ）が生まれ、明治10年（1877年）には舅にあたる伊達宗広が死去している。
明治11年（1878年）、政府転覆運動に荷担した疑いで夫の宗光が禁固5年の刑に処せられ、山形監獄（のちに宮城監獄）に収監された。亮子は、宗光の友人の津田家に身を寄せて姑の政子に仕え、子育てをしながら獄中の宗光を支えた。宗光は亮子にたくさんの手紙を書き送っており、宮城監獄収監中に相愛の夫婦の慕情を漢詩にして亮子に贈っている。
明治15年（1882年）、宗光は特赦によって出獄を許され、翌明治16年から伊藤博文の勧めもあってヨーロッパに留学する。宗光が外遊の間に亮子に宛てた書簡は50通を越える。明治19年（1886年）、宗光は帰国して政府に出仕する。社交界入りした亮子は、伯爵戸田氏共の夫人・極子とともに「鹿鳴館の華」と呼ばれた。
明治21年（1888年）、駐米公使となった宗光とともに渡米する。その美貌、個人的魅力、話術によって第一等の貴婦人と謳われ「ワシントン社交界の華」「駐米日本公使館の華」と称された。明治26年（1893年）、宗光とのあいだにできた清子が亡くなった。まだ､20代前半の若さであった。
明治30年（1897年）の宗光の死後、宗光と祇園芸者との間に生まれた金田冬子を引き取り、育てた。亮子は明治33年（1900年）8月15日、45歳で亡くなった。腫瘍が転移した為だった。 冬子は亮子の死後、宗光の長男・広吉の養女として陸奥家に入ったが、1904年5月22日亡くなった。

## 陸奥亮子を扱った作品

### 小説
- 大路和子『相思空しく 〜陸奥宗光の妻亮子〜』（新人物往来社、2006年12月）ISBN 4404034377
- 山田風太郎『エドの舞踏会』（文藝春秋、1983年）
  - 『エドの舞踏会』（筑摩書房、〈ちくま文庫・山田風太郎明治小説全集8〉、1997年8月） ISBN 4480033483

### 演劇
- 『妻たちの鹿鳴館』（明治座ほか、原作『エドの舞踏会』）